# Фукасава, Наото
Наото Фукасава (яп. 深澤 直人 Фукасава Наото, родился в 1956 году) — японский индустриальный дизайнер-минималист.

## Биография
В 1980 году Наото Фукасава окончил факультет искусства и трехмерного дизайна Университета искусств Тама. После нескольких лет работы дизайнером в Seiko Epson, в 1989 году он переезжает в Сан-Франциско и присоединяется к небольшой компании ID two, в штат которой тогда входило всего 15 человек (на сегодня это крупное международное агентство промышленного дизайна IDEO с филиалами в США, Великобритании и Японии).
В 1996 году Фукасава возвращается в Токио и основывает азиатский филиал IDEO.
В январе 2002 года Наото Фукасава делает выбор в пользу независимого творческого существования и открывает в Токио собственное дизайн-бюро Naoto Fukasawa Design. Тогда же он был приглашен и в консультационный комитет японской компании Muji. За дизайн проигрывателя компакт-дисков для Muji Фукасаву наградили престижной премией «iF Gold Award».
В 2003 году Фукасава учредил новый промышленный бренд ±0, производящий объекты домашнего обихода — от зонтиков и увлажнителей воздуха до электроприборов, и анонсировал серию домашней электроники и аксессуаров, разработанных совместно с Takara Co. Ltd. и Diamond Corporation.
В 2009 году обозреватели Forbes внесли Наото Фукасава в список восьми самых оригинальных, успешных и востребованных дизайнеров года.
Сегодня Наото Фукасава помимо проектировочной деятельности занимается и преподаванием: он читает лекции в Университете искусств Мусасино и в Университете искусств Тама в Токио.
Соавтор книг «Экология дизайна» и «Оптимум».

## Японский минимализм
Наото Фукасава ищет смыслы, которые уже существуют. Он делает то, что уже есть в воображении многих людей как нечто необходимое и полезное. «Я ничего не изобретаю, я только вынимаю эту вещь из головы и превращаю подсознательное желание в действительность».
Как и все японцы, он любит читать книги по древней японской философии, считает лучшим моментом дня время, когда после обеда он идет домой, заглядывается на небо, слушает джаз и на вопрос, кого бы он выделил из нынешних дизайнеров, отвечает: «Никого».

## Проекты
Самым известным проектом Наото Фукасавы можно считать дизайн проигрывателя компакт-дисков для компании MUJI. Первоначально придуманный в 1999 году в рамках дизайнерского исследования «Без раздумий» (англ. Without Thought), этот проигрыватель компакт-дисков имитирует настенный вентилятор, в котором на виду вращается диск. Единственный динамик встроен в корпус, а крышка отсутствует. Шнур питания просто свисает, действуя также в качестве выключателя: достаточно потянуть за него, чтобы включить музыку.
В 2005 году Нью-йоркский Музей современного искусства включил проигрыватель компакт-дисков Muji в свою постоянную коллекцию.
В 2001 году Фукасава создает концепт телефона info.bar, который сразу выделяется на рынке, наводненном складными моделями. По его словам, Infobar задумывался как «аппарат, удовлетворяющий противоречивые желания», который стал бы не только средством связи, но и модной, отличительной чертой его владельца.
Другие интересные проекты:
- 2004 — «натуральная» упаковка для фруктовых соков.
- 2007 — проект «Идеального дома» на Кёльнской мебельной выставке.
- 2007 — комплект из подносов и чашек «Vertigo» (рус. «Головокружение») для «B&B Italia»;
- 2007—2008 — серия стульев для «Vitra Edition», выполненных из бетона, акрила, мрамора, металла, фетра и других материалов;
- 2008 — трехместный диван «Muku» для «Driade» и стул «Papilio» для «B&B Italia».
- 2009 — драгоценные настенные часы Kaga из листового золота, серебра и бронзы.
- 2009 — внешний вид нетбука N310 для Samsung Electronics.
- 2021 — дизайн Realme GT Master Edition. На корпусе изображена его подпись.